# V-u-den
V-U-den (美勇伝, Biyūden, estilizado em minúsculo, lit.  "lindas lendas corajosas") mas também chamado de Zoku biyuuden é um grupo J-pop do Hello! Project. O grupo foi formado inicialmente por Rika Ishigawa (líder), Erika Miyoshi e Yui Okada. O grupo se desfez em 29 de junho de 2008 depois de seu último concerto.
Em 2009, Tsunku anunciou que o grupo seria revivido, mas com novas integrantes: Sayumi Mishichige, a líder (Morning Musume), JunJun (Morning Musume) e Risako Sugaya (Berryz Koubou).[carece de fontes?]